# Hippelates nigricollis
Hippelates nigricollis är en tvåvingeart som beskrevs av Becker 1912. Hippelates nigricollis ingår i släktet Hippelates och familjen fritflugor. Inga underarter finns listade i Catalogue of Life.